# 沃尔博
沃尔博，是匈牙利包尔绍德-奥包乌伊-曾普伦州所辖的一个村。总面积25.88平方公里，总人口1095，人口密度42.3人/平方公里（2011年1月1日）。